# Белый Колодезь (Воронежская область)
Белый Колодезь — хутор в Богучарском районе Воронежской области.
Входит в состав Твердохлебовского сельского поселения.

## Население
| 2000 | 2005 | 2010 |
| ---- | ---- | ---- |
| 68   | ↘39  | ↘22  |

## Улицы
На хуторе имеется одна улица — Степная.

## Известные уроженцы
- Жёлудев, Владимир Николаевич (1903—1972) — советский железнодорожник, Герой Социалистического Труда.